# Beebe (Virginia Occidental)
Beebe es un área no incorporada ubicada en el condado de Logan (Virginia Occidental), Estados Unidos. Está catalogada como un asentamiento humano por la Junta de Nombres Geográficos de los Estados Unidos.
El número de identificación (ID) asignado por el Servicio Geológico de Estados Unidos es 1553834.

## Geografía
Se encuentra a una altitud de 225 m s. n. m. (738 pies) según el conjunto de datos de elevación nacional.